# Johann Ernst von Bibra

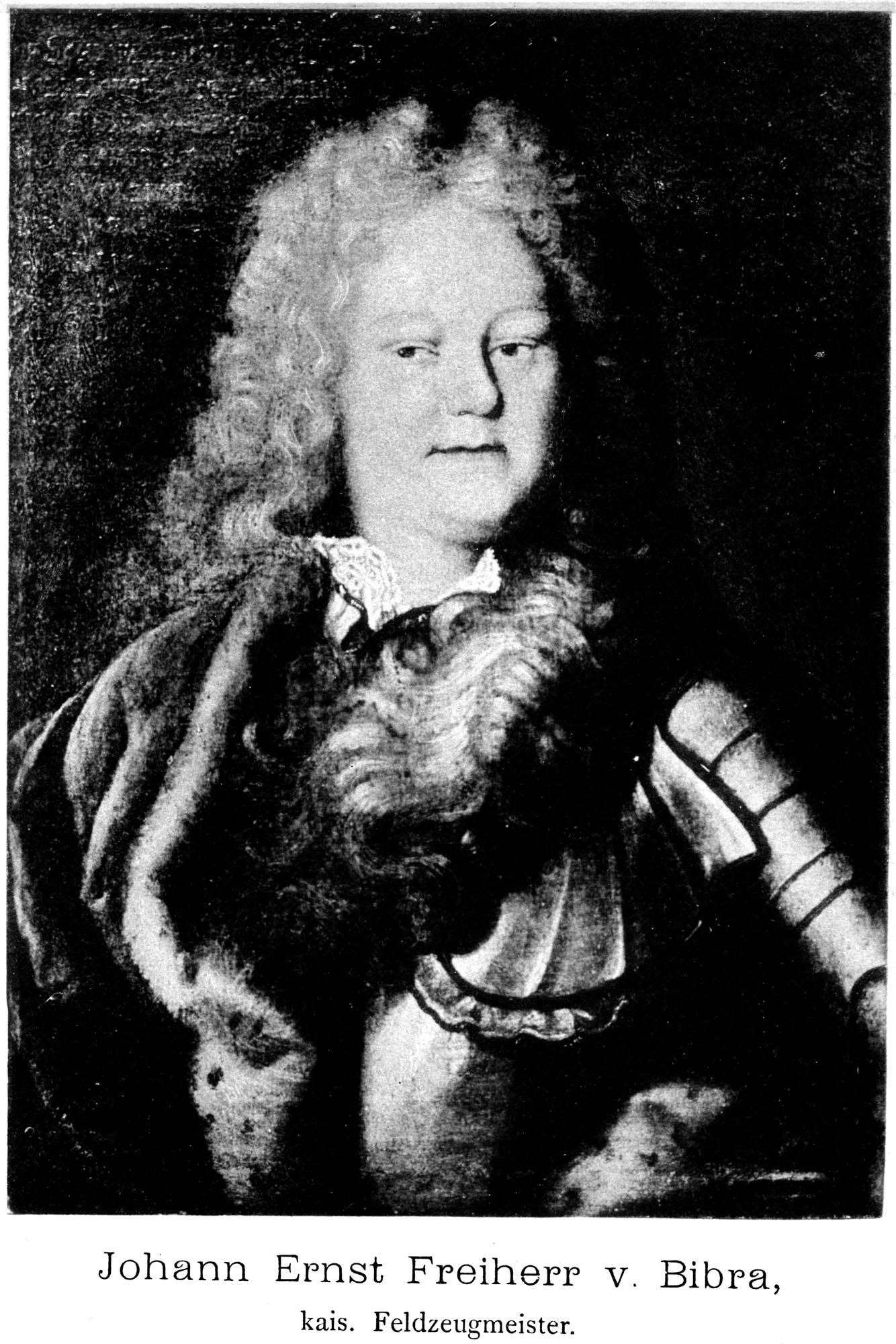
Johann Ernst von Bibra

Johann Ernst Freiherr von Bibra (* 10. Märzjul. / 20. März 1662greg. auf Schloss Schwebheim; † 19. August 1705 in Bergamo) stieg im Laufe seiner militärischen Karriere bis zum kaiserlichen Feldmarschallleutnant (12. April 1701), Reichsgeneralfeldmarschallleutnant (11. Mai 1704) und österreichischen Generalfeldzeugmeister (20. Mai 1704) auf.

## Herkunft und Familie
Hauptartikel: Bibra (Adelsgeschlecht)
Johann Ernst Freiherr von Bibra stammt aus dem thüringisch-fränkischen Adelsgeschlecht der von Bibra. Er war verheiratet mit Maria Anna Agnes von Tastungen. Gemeinsam mit seinen Brüdern, darunter Georg Friedrich, Heinrich Karl und Christoph Erhard, erhielt er 1698 das erbliche Reichsfreiherrendiplom.

## Militärische Karriere
Johann Ernst besuchte in jungen Jahren das Jesuitengymnasium in Würzburg. Nach Einsätzen in spanischen Diensten in den Niederlanden wurde er 1685 erneut in Würzburg von Bischof Johann Gottfried von Guttenberg als Kammerjunker eingestellt. 1688 wurde er Kriegsrat und Kriegmarschkommissar im Fränkischen Reichskreis, 1689 wurde er zum Geheimrat erhoben. Als Obristleutnant nahm er im Würzburger Regiment Thüngen am Pfälzischen Erbfolgekrieg teil. In die Reihe folgender Titel reihte sich die Position als Oberkommandant der Festung Marienberg und der Stadt Würzburg 1697 und als Würzburger Generalfeldmarschallleutnant 1697 ein. In diplomatischen Angelegenheiten war er für Würzburg, Mainz und den Fränkischen Kreis tätig. Nach Einsätzen in Ungarn wechselte er 1701 in österreichische Dienste und erhielt noch im gleichen Jahr den Rang eines kaiserlichen Feldmarschallleutnants. 1704 wurde er mit Unterstützung durch den Mainzer Fürstbischof Lothar Franz von Schönborn zum Reichsgeneralfeldmarschallleutnant ernannt. 1704 wurde er außerdem auch zum österreichischen Generalfeldzeugmeister erhoben. Er starb 1705 während eines Feldzuges in Italien an den Folgen einer Lungenentzündung.